# Freaks
Freaks is een Amerikaanse horrorfilm uit 1932 onder regie van Tod Browning. Het scenario is gebaseerd op het kort verhaal Spurs van Tod Robbins. De film draait rond een groep misvormde en gehandicapte mensen in een rondreizend circus. De film is controversieel omdat de rollen werden gespeeld door echte gehandicapten. In Groot-Brittannië werd de film dertig jaar lang verboden.
De film werd opgenomen van oktober tot en met december 1931.

## Verhaal
Het verhaal speelt zich af in een circus waarin zowel normale als misvormde mensen werken. De dwerg Hans is verliefd op de trapezeartieste Cleopatra, die op haar beurt weer iets heeft met de krachtpatser Hercules. Wanneer Hans zijn ex-verloofde Frieda per ongeluk vertelt dat hij eigenlijk over een fortuin beschikt, bedenken Cleopatra en Hercules een plan waarin Cleopatra met Hans trouwt en hem vergiftigt vlak na de bruiloft. Hans overleeft het en neemt samen met de rest van de circusartiesten wraak.

## Rolverdeling
| Acteur           | Personage           |
| ---------------- | ------------------- |
| Wallace Ford     | Phroso              |
| Leila Hyams      | Venus               |
| Olga Baclanova   | Cleopatra           |
| Roscoe Ates      | Roscoe              |
| Henry Victor     | Hercules            |
| Harry Earles     | Hans                |
| Daisy Earles     | Frieda              |
| Rose Dione       | Madame Tetrallini   |
| Daisy Hilton     | Siamese tweeling    |
| Violet Hilton    | Siamese tweeling    |
| Schlitze         | Zichzelf            |
| Josephine Joseph | Hermafrodiet        |
| Johnny Eck       | Halve jongen        |
| Frances O'Connor | Meisje zonder armen |
| Peter Robinson   | Menselijk skelet    |

## Achtergrond
MGM kocht in de jaren 20 reeds de filmrechten op het verhaal Spurs. In 1927 ging Irving Thalberg met dit verhaal aan de slag om de film Freaks te maken. Hij sloeg voor dit project onder andere het aanbod om de film Arsène Lupin te mogen regisseren af. Scenaristen Willis Goldbeck en Elliott Clawson werden ook aan het project toegewezen op Brownings aandringen. Het scenario werd in vijf maanden tijd geschreven. In het uiteindelijke scenario bleef maar weinig van het originele verhaal intact.
De opnames voor Freaks begonnen in oktober 1931, en werden in december dat jaar afgerond. De film werd in 1932 aan een testpubliek vertoond, dat geschokt op het resultaat reageerde. Een vrouw dreigde MGM zelfs aan te klagen omdat ze door de film een miskraam zou hebben gekregen. De studio zag zich door de reacties genoodzaakt de film sterk aan te passen voor de uiteindelijke première. Van de originele 90-minuten durende film, bleef na de vele bewerkingen maar 64 minuten film over. De verwijderde scènes worden vandaag de dag als verloren beschouwd. De aangepaste film ging in première in het Fox Criterion in Los Angeles.
Ondanks de aanpassingen werd de film nog altijd negatief ontvangen, en werd al snel onderwerp van controverse. Pas begin jaren 60 werd de film herontdekt als een cultfilm en geherwaardeerd om de unieke rollen die de acteurs op zich nemen. In feite toont de film eerder sympathie voor de "freaks" dan afkeuring. Pas tijdens de laatste scènes worden hun misvormde lichamen gebruikt om het publiek angst aan te jagen. De film werd opgenomen in het National Film Registry.